# Neuroleon (Neuroleon) egenus
Neuroleon (Neuroleon) egenus is een insect uit de familie van de mierenleeuwen (Myrmeleontidae), die tot de orde netvleugeligen (Neuroptera) behoort. 
Neuroleon (Neuroleon) egenus is voor het eerst wetenschappelijk beschreven door Navás in 1914.